# Novovoronezh
Novovorónezh (en ruso: Нововоро́неж) es una ciudad rusa del óblast de Vorónezh localizada en la orilla izquierda del río Don a 55 km al sur de Vorónezh.
En 2021, la ciudad tenía una población de 30 658 habitantes. Su término municipal, que no incluye pedanías, no forma parte de ninguno de los raiones de la óblast, ya que la ciudad está constituida administrativamente como ókrug urbano. El territorio de Novovorónezh limita con los raiones de Kashírskoye, Ostrogozhsk y Jojolski.

## Historia
La población fue establecida en 1957 como asentamiento de tipo urbano, a la par que se fue construyendo la central nuclear. Por aquel entonces su primera nomenclatura fue Novo Grayessovskiy, hasta que se cambió por su nombre actual en el mismo año.
El 30 de septiembre de 1964 se puso en marcha la primera unidad de 210 MW de la central.
El asentamiento fue construido en el territorio de un raión con sede en Lévaya Rósosh. A partir de 1959, el centro administrativo se trasladó al nuevo asentamiento, pasando a denominarse raión de Novovorónezh hasta 1963, cuando el área pasó a formar parte del raión de Nóvaya Usman. De este último se segregó en 1977 el raión de Kashírskoye, en el área de Lévaya Rósosh. Novovorónezh obtuvo el estatus de ciudad en 1987. Los límites del actual ókrug urbano fueron definidos entre 2004 y 2008.